# Micippion asymmetricus
Micippion asymmetricus är en kräftdjursart som beskrevs av Sueo M. Shiino 1942. Micippion asymmetricus ingår i släktet Micippion och familjen Entoniscidae.
Artens utbredningsområde är havet kring Japan. Inga underarter finns listade i Catalogue of Life.